# Хилтон (Њујорк)
Хилтон (енгл. Hilton) град је у америчкој савезној држави Њујорк.

## Демографија
По попису из 2010. године број становника је 5.886, што је 30 (0,5%) становника више него 2000. године.
| Група             | 2000.         | 2010.         |
| Белци             | 5.597 (95,6%) | 5.581 (94,8%) |
| Афроамериканци    | 97 (1,7%)     | 88 (1,5%)     |
| Азијати           | 33 (0,6%)     | 19 (0,3%)     |
| Хиспаноамериканци | 87 (1,5%)     | 133 (2,3%)    |
| Укупно            | 5.856         | 5.886         |